# A fekete ember (játék)
A fekete ember, vagy Ki fél a fekete embertől?, egy hagyományos német gyerekjáték. A játékot először Johann Christoph Friedrich GutsMuths írta le 1796-ban.

## Utasítások
A játéktér három mezőre oszlik: egy nagy központi mezőre és két oldalsó mezőre. A játékosok beállnak az oldalsó mezőkbe. A fekete ember az A mezőnyben áll, a fogandó játékosok csoportja a szemközti B mezőben van.
Most a fekete ember hangosan és egyértelműen kiabálja a többieket: "Ki fél a fekete embertől?" – "Senki!", válaszoljon a többi játékosnak és rohanjon a fekete ember felé, hogy eljusson az A mezőre. Ennek során ügyesen el kell kerülniük a fekete embert.
A fekete ember eközben elhagyja az A mezőt azzal a szándékkal, hogy elérje a B mezőt, és elkapjon egy vagy több előtte futó játékost. A foglyok a fekete ember segítői lesznek, és csatlakozniuk kell hozzá a többi játékos elfogásához.
A fekete ember és a játékosok csoportja most helyet cserélt. A játékosok most azon a pályán állnak, ahol a fekete ember állt az elején, és fordítva. A fekete ember többször kiabálja: "Ki fél a fekete embertől?", amire a játékosok válaszolnak: "Senki!". A következő kör kezdődik. A fekete ember és segítői kézenfogva láncot alkothatnak, hogy megragadják a maradék játékosokat.
A játék így folytatódik, amíg az összes résztvevőt elfogják. Az utolsó megmaradt játékos a következő játékban a fekete ember szerepét veszi át.

## A fekete ember alakjának értelmezése
A játék a fekete ember legendáján alapul. A fekete ember egy kísértet vagy a halál (a fekete pestis) megszemélyesítője. Leginkább Németországban ismert.